# Galilaei (cratère lunaire)
Pour les articles homonymes, voir Galilei et Galilée.
Galilaei est un cratère lunaire situé sur la face visible de la Lune à l'ouest de l'Oceanus Procellarum. Il se trouve juste au nord-ouest du cratère Reiner et au nord-est du cratère Cavalerius. Au nord-est du cratère, se distingue le méandre d'une faille nommée Rima Galilaei. Au sud-est on aperçoit distinctement l'insolite formation lunaire Reiner Gamma, une structure rayonnée à l'albédo lumineux. Le cratère Galilaei a un albédo plus clair que son environnement immédiat. Son contours est bas avec de nombreux débris de ses parois. Le centre du cratère est légèrement surélevé. 
À environ 40 kilomètres au sud, se trouve le site d'atterrissage de la sonde spatiale robotisée Luna 9, le premier véhicule ayant réalisé un atterrissage contrôlé sur la surface lunaire. 
En dépit d'[Quoi ?]être la première personne à publier des observations astronomiques de la Lune avec un télescope, Galilée est à l'honneur avec ce cratère. Initialement, le nom de « Galilaei » avait été donné par Giovanni Battista Riccioli, un jésuite italien qui a réalisé l'une des premières cartes détaillées de la Lune en 1651, donnant ce nom à un albédo grand et lumineux (maintenant connu sous le nom Reiner Gamma). Le nom a été transféré à son emplacement actuel par Johann Heinrich Mädler dans son célèbre « Mappa Selenographica », publié en collaboration avec Wilhelm Beer en quatre parties entre 1834 et 1836. 
En 1935, l'Union astronomique internationale lui a attribué le nom de Galilaei en l'honneur du savant, mathématicien et astronome italien Galileée.

## Cratères satellites

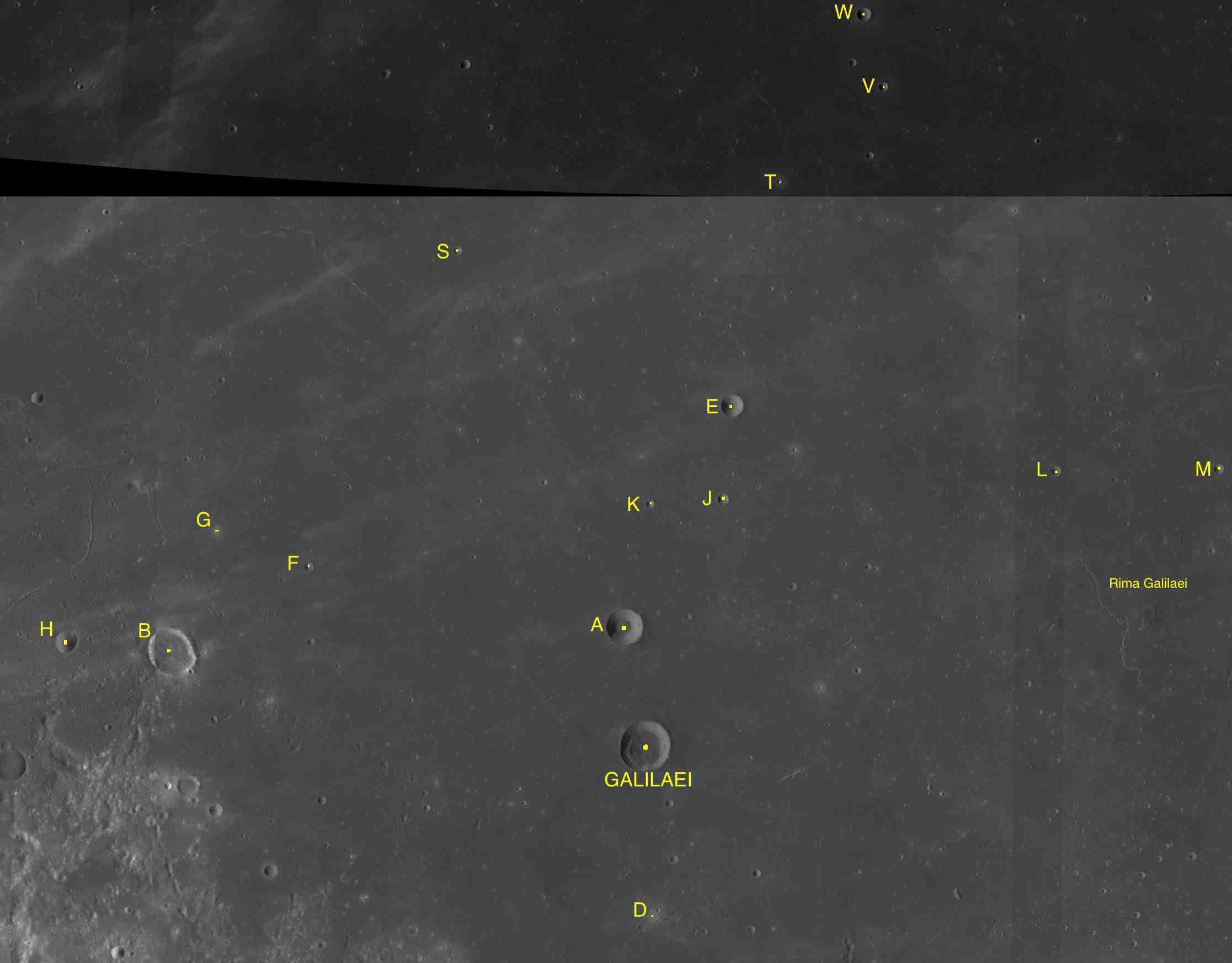
Carte des cratères satellites de Galilaei.

Par convention, les cratères satellites sont identifiés sur les cartes lunaires en plaçant la lettre sur le côté du point central du cratère qui est le plus proche de Galilaei.
| Galilaei | Latitude | Longitude | Diamètre |
| -------- | -------- | --------- | -------- |
| A        | 11.7° N  | 62.9° W   | 11 km    |
| B        | 11.4° N  | 67.6° W   | 15 km    |
| D        | 8.7° N   | 62.7° W   | 1 km     |
| E        | 14.0° N  | 61.8° W   | 7 km     |
| F        | 12.3° N  | 66.2° W   | 3 km     |
| G        | 12.7° N  | 67.1° W   | 1 km     |
| H        | 11.5° N  | 68.7° W   | 7 km     |
| J        | 13.0° N  | 61.9° W   | 4 km     |
| K        | 13.0° N  | 62.7° W   | 3 km     |
| L        | 13.2° N  | 58.5° W   | 3 km     |
| M        | 13.3° N  | 56.8° W   | 3 km     |
| S        | 15.4° N  | 64.7° W   | 2 km     |
| T        | 16.2° N  | 61.4° W   | 2 km     |
| V        | 17.1° N  | 60.3° W   | 3 km     |
| W        | 17.8° N  | 60.5° W   | 4 km     |